# John Langdon Down
John Langdon Down (født 18. november 1828, død 7. oktober 1896) var en britisk læge, der er kendt som manden, Downs syndrom er opkaldt efter.